# Barendrechtse Veer
Barendrechtse Veer is een buurtschap in de gemeente Barendrecht, in de Nederlandse provincie Zuid-Holland. Het ligt ten zuiden van Barendrecht aan de Maas gesitueerd in de Zuidpolder. Ongeveer twee kilometer ten westen van Barendrechtse Veer ligt de Heinenoordtunnel, waar de A29 onder de Maas loopt. Barendrechtse Veer wordt doorsneden door de vaart Oude Haven. Aan de Oude Maas in Barendrechtse Veer staat een monument voor de voormalige Barendrechtse Brug, een verkeers- en trambrug die onderdeel was van het voormalige netwerk van de Rotterdamsche Tramweg Maatschappij en die na de opening van de Heinenoordtunnel is afgebroken. Barendrechtse Veer bestaat uit een aantal verspreide woningen, waaronder het voormalig veerhuis, een groot saunacomplex (Thermen) en een klein industrieterrein met onder andere de voormalige wasmachinefabriek van Velo.
Kernen: Barendrecht · Smitshoek

Buurtschappen: Barendrechtse Veer · Carnisse · Koedood

Zuid-Holland · Steden en dorpen